# Sultan's Pool

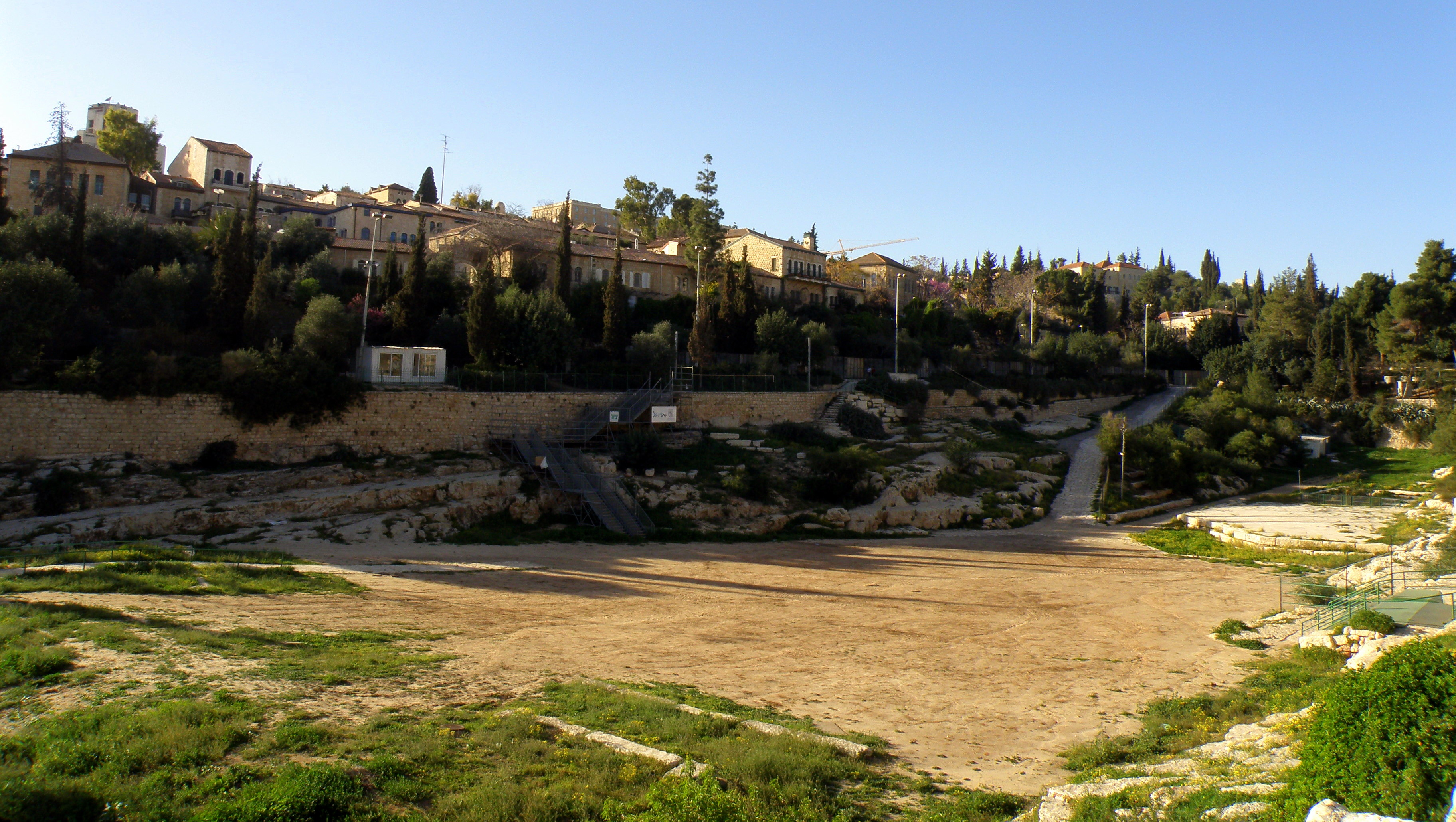
Sultan's pool, Gerusalemme

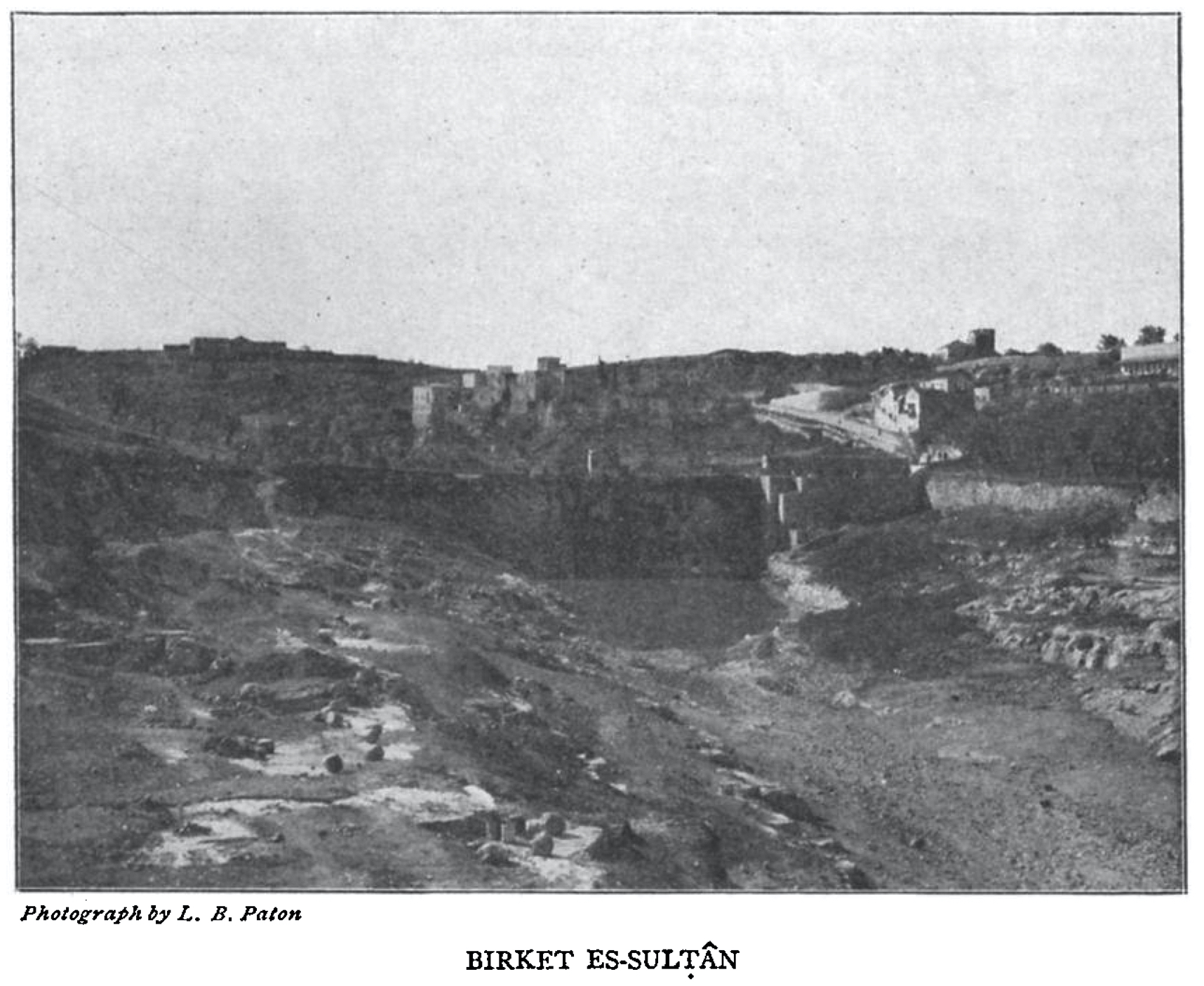
Birket Sultan nel 1907

Il Sultan's Pool (in ebraico בריכת הסולטאן‎?, Brechat HaSultan, in arabo: Birket es-Sultan) è un antico bacino d'acqua sul lato ovest del Monte Sion, a Gerusalemme.  

## Storia
Le origini del Sultan's Pool risalgono probabilmente al tempo di Erode e alcuni pensano che sia la Piscina dei Serpenti menzionata da Flavio Giuseppe. L'acqua vi veniva immessa tramite l'acquedotto inferiore. I sultani ottomani (da cui prende il nome la piscina) l'hanno ampliata in un serbatoio di 67 m × 169 m × 12 m. Faceva parte della rete di approvvigionamento idrico di Gerusalemme dall'antichità fino alla fine dell'Impero ottomano. Durante i tempi dei Crociati, era conosciuto come Lacus Germani.
Il Sultan's Pool è secco in estate e viene utilizzato per concerti e festival.